# Ejhle, přijde Pán
Ejhle, přijde Pán (známá též pod delším názvem Ejhle, přijde Pán a Bůh náš) je česká barokní adventní píseň. Jejím autorem je Matěj Václav Šteyer, který ji zkomponoval v roce 1683. Původní text prošel v pozdější době několikerou úpravou. Nejobšírnější sbírka písní neb Kancionálek pro veřejnou a domácí pobožnost ku prospěchu mládeže školní z 19. století například užívá v úvodu první sloky slova Hle, přijde Pán, Spasitel náš, v kancionále Boží cesta z roku 1947 již užívá slova Ejhle, přijde Pán. Stejně tak v Jednotném kancionálu z roku 1973 a jeho novější edice, kde je tato píseň obsažena pod číslem 123. Zde má čtyři sloky. 
Píseň s totožným názvem (Hle, přijde Pán, Spasitel náš), avšak jiným rozsahem a tématem složil Adam Václav Michna z Otradovic a zahrnul ji do svého zpěvníku Svatoroční muzika. 